# کارفولیت
کارفولیت (به انگلیسی: Carpholite) با فرمول شیمیایی MnAl2 [(OH)4-Si2O6] از مجموعه کانی هاست و از واژه یونانی Karphos بمعنای کاه و lithos گرفته شده‌است. نامحلول در اسیدها MnO:21.56% Al2O3:30.98% SiO2:36.52% H2O:۱۰٫۹۴٪ برای اولین بار در چک و اسلواکی کشف شد و از نظر شکل بلور: سوزنی - رشته‌ای، رنگ: زرد کاهی - خاکستری سبز - قهوه‌ای زرد، شفافیت: نیمه شفاف، شکستگی: نامنظم، جلا: ابریشمی، رخ: ناقص، سیستم تبلور: ارترومبیک و در رده‌بندی سیلیکات است همچنین خاصیت مغناطیسی ندارد و منشأ تشکیل آن پنوماتولیتی است.
همایند کانی‌شناسی (پارانژ) آن - فلوئوریت- کوارتز- کاسیتریت است
، از نظر ژیزمان بلوری - آگرگات رشته‌ای - شعاعی - فشرده کمیاب؛ آلمان شرقی، چک و اسلواکی، بلژیک، یوگسلاوی، انگلیس و ژاپن یافت می‌شود.